# Juan Samy Merheg
Juan Samy Merheg Marún (Pereira, 4 de abril de 1967) es un político colombiano de ascendencia libanesa, actual Senador de la República de Colombia. Es hermano del también ex congresista Habib Merheg.

## Reseña biográfica
Es considerado uno de los jefes políticos más importantes del departamento. Tradicionalmente su partido ha gobernado con su otrora rival, el Partido Liberal.
Fue elegido por primera vez al Senado en los comicios de 2010 (46.941 votos), en reemplazo de su hermano, que había renunciado en 2009 por estar implicado en el proceso de la parapolítica. Fue sucesivamente reelegido en las elecciones de 2014 (57.894 votos) y en las elecciones de 2018 (81.078 votos).
En el Senado, es miembro de la Comisión Cuarta. En 2018 fue uno de los proponentes de un proyecto de ley para ampliar el período presidencial y que este se pudiera unificar con el de los gobernadores y alcaldes. Aunque el proyecto obtuvo 67 votos a favor, fue archivado ya que también obtuvo 55 en contra.